# Panopticum (tentoonstelling)

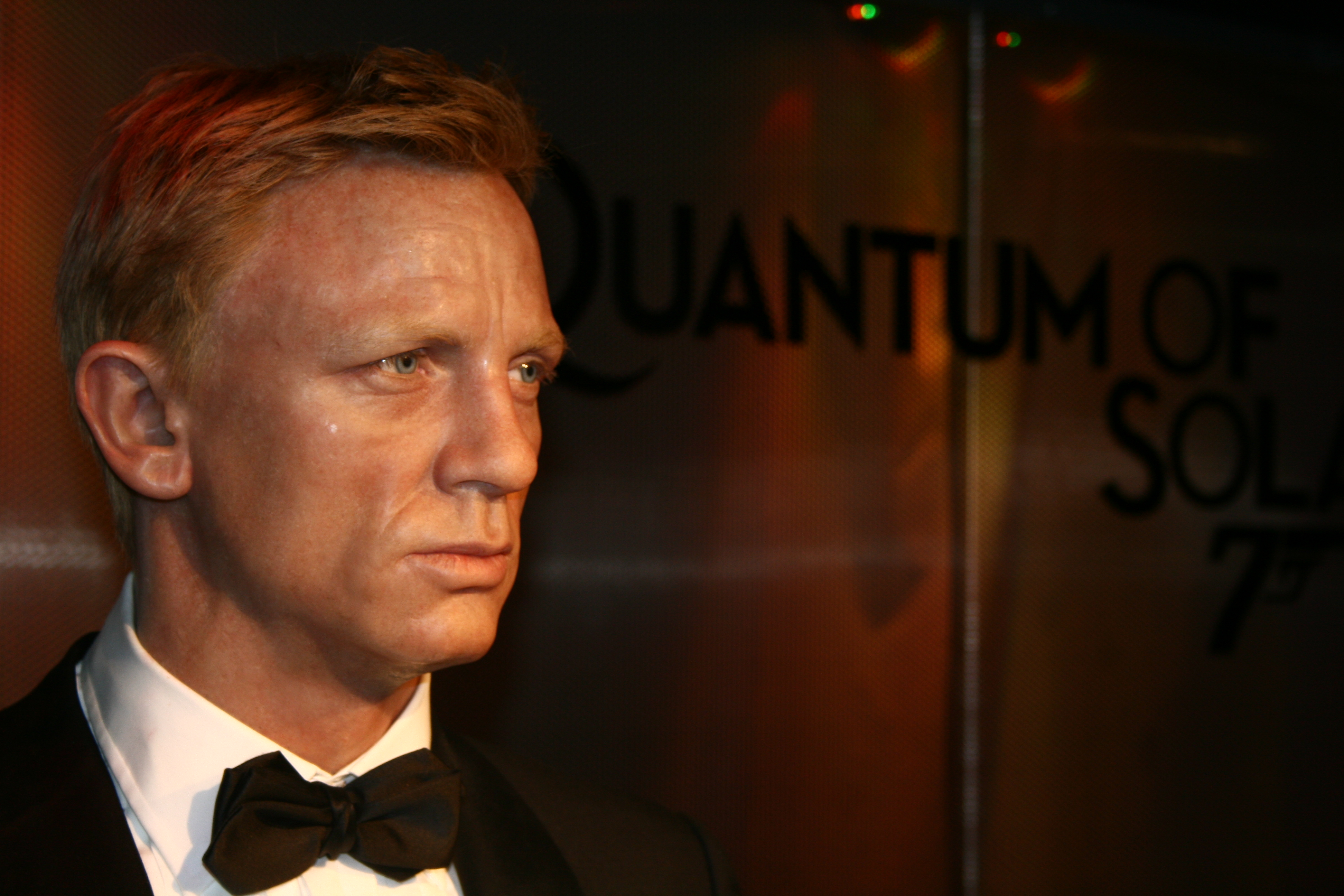
Wassen beeld van James Bond.

Een panopticum of wassenbeeldenmuseum is een ruimte waar curiosa en wassen beelden van bekende personen uit heden en verleden tentoongesteld worden in geënsceneerde omgeving. Dit kan een rondreizende show zijn, bijvoorbeeld op kermissen, maar ook een permanente tentoonstelling in een museum.

## Geschiedenis

### Het begin
Van voor de negentiende eeuw tot de twintigste eeuw kon men op kermissen panopticums aantreffen, niet zelden met pornografische beelden. Rond 1900 begon het aantal rondreizende panopticums af te nemen. De wassenbeelden werden voortaan tentoongesteld in centrale gebouwen, zoals het Panoptikum in Berlijn (1869), het Panopticum Castan in Brussel (1875) en het Nederlandsch Panopticum in Amsterdam (1881). In 1914 sloot het Nederlandsch Panopticum zijn deuren. Hierna werden nog enkele pogingen ondernomen om rondreizende panopticums te exploiteren, met wisselend succes. Omstreeks 1930 stopte de laatst bekende exploitant zijn activiteiten.

### Heden
Heden zijn er op verscheidene plaatsen wassenbeeldenmusea te vinden. Echter niet elk land heeft zo'n museum. De twee bekendste wassenbeeldenmusea zijn de locaties van Madame Tussauds en Grévin. Samen hebben deze musea wereldwijd meer dan 25 locaties. In Hamburg-Sankt Pauli bestaat het Panoptikum Hamburg nog, dat op de 19e-eeuwse traditie teruggaat.